# قائمة أعضاء مجلس النواب العراقي - الدورة السادسة
هذه قائمة أعضاء مجلس النواب العراقي - الدورة السادسة بعد انتخابات 1935، اختير الأعضاء من خلال الانتخابات التي جرت يوم 4 آب 1935، وفي هذه الانتخابات ازداد عدد المنتخبين من 88 إلى 108 نائبا.

## لواء أربيل
| التسلسل | الاسم           | الملاحظات                       |
| ------- | --------------- | ------------------------------- |
| 1       | ميران قادر      | نائب في الدورة الماضية          |
| 2       | أمين راوندوزي   | -                               |
| 3       | حويز أغا        | -                               |
| 4       | حسين الملا      | -                               |
| 5       | علي الدوغره مجي | نائب في الدورات الثلاثة الماضية |

## لواء البصرة
| التسلسل | الاسم                | الملاحظات                       |
| ------- | -------------------- | ------------------------------- |
| 1       | حامد النقيب          | نائب في الدورات الثلاثة الماضية |
| 2       | روبين سوميخ          | -                               |
| 3       | سليمان فيضي          | -                               |
| 4       | وديع جبوري           | -                               |
| 5       | محمود النعمة         | -                               |
| 6       | محمد سعيد عبد الواحد | -                               |
| 7       | صالح باش أعيان       | نائب في الدورة الماضية          |
| 8       | محمد زكي البصري      | نائب في الدورة الماضية          |
| 9       | عبود الملاك          | نائب في الدورات الثلاثة الماضية |
| 10      | عبد العزيز السعدون   | -                               |

## لواء بغداد
| التسلسل | الاسم               | الملاحظات                            |
| ------- | ------------------- | ------------------------------------ |
| 1       | إبراهيم حييم        | نائب في الدورات الثلاثة الماضية      |
| 2       | أحمد عزة الأعظمي    | نائب في الدورة الماضية               |
| 3       | أحمد كمال           | -                                    |
| 4       | حسن السهيل          |                                      |
| 5       | حمدي الباجه جي      | -                                    |
| 6       | رزوق غنام           | -                                    |
| 7       | رؤوف البحراني       | -                                    |
| 8       | رشيد الخوجة         | -                                    |
| 9       | توفيق السويدي       | توظف فحل محله صادق البصام            |
| 10      | طاهر محمد سليم      |                                      |
| 11      | عبد العزيز القصاب   |                                      |
| 12      | علي محمود الشيخ علي |                                      |
| 13      | ياسين الهاشمي       | نائب في الدورات الخمسة الماضية       |
| 14      | الحاج محمد سليم     | كان نائبا في الدورة الرابعة عن الكوت |
| 14      | يوسف الكبير         | -                                    |
| 14      | محمود رامز السعدون  | -                                    |

## لواء الحلة
| التسلسل | الاسم                  | الملاحظات                      |
| ------- | ---------------------- | ------------------------------ |
| 1       | علوان العبود           | -                              |
| 2       | سلمان البراك           | نائب في الدورات الخمسة الماضية |
| 3       | علوان الحاج سعدون      | نائب في الدورة الماضية         |
| 4       | جعفر صميدع             | -                              |
| 5       | عبود الهيمص            | -                              |
| 6       | داود عبد اللطيف السعدي | -                              |

## لواء الدليم
| التسلسل | الاسم         | الملاحظات                                                          |
| ------- | ------------- | ------------------------------------------------------------------ |
| 1       | خميس ضاري     | نائب في الدورتين الماضيتين                                         |
| 2       | مشحن الحردان  | -                                                                  |
| 3       | علي السليمان  | نائب في الدورات الخمسة الماضية                                     |
| 4       | معروف الرصافي | نائب في دورات سابقة                                                |
| 4       | توفيق برتو    | نائب في دورة سابقة عن لواء الدليم وعن لواء ديالى في الدورة الماضية |

## لواء ديالى
| التسلسل | الاسم                           | الملاحظات                       |
| ------- | ------------------------------- | ------------------------------- |
| 1       | حبيب الخيزران                   | -                               |
| 2       | بهاء الدين الشيخ سعيد النقشبندي | نائب في الدورة الماضية          |
| 3       | عز الدين النقيب                 | نائب في الدورات الأربعة الماضية |
| 4       | حميد الحسن                      | -                               |
| 5       | محمد علي محمود                  | -                               |
| 6       | مظهر الشاوي                     | -                               |

## لواء الديوانية
| التسلسل | الاسم              | الملاحظات              |
| ------- | ------------------ | ---------------------- |
| 1       | سعدون الرسن        | -                      |
| 2       | سوادة الحسون       | -                      |
| 3       | فريق المزهر        | -                      |
| 4       | عبد الواحد سكر     | -                      |
| 5       | شعلان سلمان الظاهر | نائب في الدورة الماضية |
| 6       | محمد العبطان       | -                      |
| 7       | مرزوك العواد       | نائب في الدورة الماضية |
| 8       | مظهر الحاج صكب     | نائب في الدورة الماضية |
| 9       | موجد الشعلان       | -                      |
| 10      | عبد السادة الحسين  | -                      |

## لواء السليمانية
| التسلسل | الاسم              | الملاحظات                      |
| ------- | ------------------ | ------------------------------ |
| 1       | محمد أمين زكي      | -                              |
| 2       | شيخ جلال           | -                              |
| 3       | محمد صالح محمد علي | نائب في الدورات الخمسة الماضية |
| 4       | سيف الله خندان     | نائب في الأربعة الماضية        |
| 5       | علي كمال           | -                              |

## لواء العمارة
| التسلسل | الاسم              | الملاحظات                  |
| ------- | ------------------ | -------------------------- |
| 1       | شبيب المزبان       | نائب في الدورتين الماضيتين |
| 2       | سلمان المنشد       | توفي                       |
| 3       | قاسم الخضيري       | -                          |
| 4       | كاطع العوادي       | -                          |
| 5       | محمد حسن حيدر      | -                          |
| 6       | عبد الجبار التكرلي | -                          |
| 7       | مجيد خليفة         | -                          |

## لواء كربلاء
| التسلسل | الاسم         | الملاحظات                  |
| ------- | ------------- | -------------------------- |
| 1       | عثمان العلوان | نائب في الدورة الماضية     |
| 2       | سعد صالح جريو | نائب في الدورتين الماضيتين |
| 3       | حسن النقيب    | -                          |

## لواء كركوك
| التسلسل | الاسم           | الملاحظات              |
| ------- | --------------- | ---------------------- |
| 1       | داود الداود     | -                      |
| 2       | داود الجاف      | -                      |
| 3       | سليمان فتاح     | نائب في الدورة الماضية |
| 4       | خليل زكي        | نائب في الدورة الماضية |
| 5       | فائق الطالباني  | -                      |
| 6       | علي رضا العسكري | -                      |

## لواء الكوت
| التسلسل | الاسم            | الملاحظات                      |
| ------- | ---------------- | ------------------------------ |
| 1       | أحمد حالت        | نائب في الدورات الخمسة الماضية |
| 2       | حامد الوادي      | نائب في الدورة الماضية         |
| 3       | عبد الله الياسين | -                              |
| 4       | عوني النقشلي     | -                              |
| 5       | مزهر السمرمد     | -                              |

## لواء المنتفق
| التسلسل | الاسم               | الملاحظات                       |
| ------- | ------------------- | ------------------------------- |
| 1       | زامل المناع         | نائب في الدورات الأربعة الماضية |
| 2       | محمد البسام         | نائب في الدورة الماضية توفي     |
| 3       | حسن البدر           | -                               |
| 4       | باقر الشبيبي        | -                               |
| 5       | خيون العبيد         | نائب في الدورتين الماضيتين      |
| 6       | صادق حبة            | -                               |
| 7       | عبد صكبان العلي     | -                               |
| 8       | موحان الخير الله    | -                               |
| 9       | عبد المهدي المنتفجي | -                               |

## لواء الموصل
| التسلسل | الاسم                | الملاحظات              |
| ------- | -------------------- | ---------------------- |
| 1       | حازم شمدين أغا       | نائب في الدورة الماضية |
| 2       | حميدي الفرحان        | نائب في الدورة الماضية |
| 3       | أمجد العمري          | -                      |
| 4       | جمال المفتي          | نائب في الدورة الماضية |
| 5       | حبيب العبيدي         | -                      |
| 6       | حمدي جلميران         | -                      |
| 7       | روفائيل بطي          | -                      |
| 8       | ضياء يونس            | -                      |
| 9       | سعيد الحاج ثابت      | -                      |
| 10      | عبد الغني النقيب     | -                      |
| 11      | عبد الله البريفكاني  | -                      |
| 12      | فريد الجادر          | -                      |
| 13      | يعقوب مراد الشيخ     | -                      |
| 14      | غياث الدين النقشبندي | -                      |